# Roy F. Holland
Roy Fraser Holland (ur. 18 marca 1923 w Manchesterze) – filozof brytyjski. Emerytowany profesor Uniwersytetu w Leeds. Studiował pod kierunkiem Rusha Rheesa na Uniwersytecie Walijskim w Swansea, gdzie też pod koniec lat pięćdziesiątych rozpoczął pracę jako wykładowca. Jeden z przedstawicieli Wittgensteinowskiej filozofii religii, autor jednego z głośniejszych artykułów tego nurtu, The Miraculous (1965). Jego główne obszary zainteresowania to religia, etyka i pedagogika.

## Wybrane dzieła
Książki
- Against Empiricism, 1980.

Ważniejsze artykuły
- The Empiricist Theory of Memory ("Mind" 1954);
- Morality and the Two Worlds Concept ("Proceedings of the Aristotelian Society" 1955-1956);
- Religious Discourse and Theological Discourse ("Australasian Journal of Philosophy" 1956);
- The Miraculous ("American Philosophical Quarterly" 1965);
- Suicide as a Social Problem ("Ratio" 1970);
- Lusus Naturae w: D.Z. Phillips i Peter Winch (red.), Wittgenstein: Attention to Particulars, 1989.